# Zatrephes novicia
Zatrephes novicia är en fjärilsart som beskrevs av William Schaus 1921. Zatrephes novicia ingår i släktet Zatrephes och familjen björnspinnare. Inga underarter finns listade i Catalogue of Life.